# 陈明国
陈明国（1966年10月14日—），四川仪陇人，中华人民共和国政治人物，二级大法官。

## 生平
2008年8月任四川省高级人民法院副院长。2015年1月任四川省司法厅厅长。2018年1月任青海省高级人民法院院长。2021年1月，任新疆维吾尔自治区人民政府副主席兼公安厅厅长。2021年3月22日，欧盟宣布制裁陈明国，并冻结其资产、对其实施旅行禁令。，2021年12月，因同样的原因被美国财政部制裁，其在美資產將被凍結，與親屬亦無法進入美國。2024年2月，接替王明山出任中共新疆维吾尔自治区党委常委、政法委书记。。同年12月，升任中共新疆维吾尔自治区党委副书记。